# Abdeluheb Choho
Abdeluheb Choho (Midar, 3 maart 1970) is directeur-generaal van de Rijksdienst voor Ondernemend Nederland (RVO). Van 1 februari 2019 tot 1 maart 2021 was hij bestuursvoorzitter van VluchtelingenWerk Nederland. Van 2014 tot 2018 was hij wethouder duurzaamheid, openbare ruimte en groen, dienstverlening, bestuurlijk stelsel en ICT van Amsterdam. Hij is lid van D66. Eerder vervulde hij verschillende functies in het bedrijfsleven, en was hij stadsdeelwethouder in Amsterdam-West.
Hij is sinds 1 mei 2021 eveneens lid van de Raad van Toezicht van KRO-NCRV (nevenfunctie). Sinds 1 oktober 2024 is hij lid van de Raad van Advies van de Hogeschool van Amsterdam (nevenfunctie). 

## Levensloop
Als driejarige kwam Choho in het kader van gezinshereniging vanuit Marokko naar Nederland. Hij groeide op in Bodegraven. Na de middelbare school studeerde hij aan de Haagse Hogeschool (Commerciële Economie) en de Universiteit van Amsterdam (Communicatie). Zijn carrière begon Choho bij een NGO verbonden aan de European Broadcasting Union en de Europese Unie. Daarna werkte hij onder meer als consultant en directeur voor marketing- en communicatiebureau Winkelman & van Hessen en als Marketing & Communications Director bij Accenture. In 2008 werd hij mede-eigenaar van YoungWorks, dat hij verliet om in 2010 Stadsdeelwethouder in Amsterdam-West te worden. In 2012 werd hij Chief Marketing Officer en lid van de hoofddirectie van Total Specific Solutions, en in 2014 wethouder van Amsterdam. Op 1 februari 2019 volgde Choho Dorine Manson op als de bestuursvoorzitter van VluchtelingenWerk Nederland, dat hij verliet om per 1 maart 2021 algemeen directeur van RVO te worden. Choho woont in het Amsterdamse Stadsdeel De Baarsjes.

## Politiek
In 2010 werd Abdeluheb Choho stadsdeelwethouder in Amsterdam-West, in een coalitiebestuur met de PvdA en GroenLinks. Toen die coalitie op 11 april 2011 uit elkaar viel, kwam ook Choho's stadsdeelwethouderschap ten einde. Op 18 juni 2014 werd hij benoemd tot wethouder duurzaamheid, openbare ruimte en groen, dienstverlening, bestuurlijk stelsel en ICT van Amsterdam, in een coalitie van D66, SP en VVD.
Choho is de eerste wethouder duurzaamheid van Amsterdam. De doelen voor zijn bestuursperiode heeft hij opgesteld in de Agenda Duurzaamheid 'Duurzaam Amsterdam', die op 11 december 2014 door het Amsterdamse college werd voorgesteld en 11 maart 2015 unaniem door de Amsterdamse gemeenteraad werd aangenomen. In deze agenda stelde Choho dat 'de echte uitdaging is nu los te komen van het ontwikkelen van nieuwe visies en vergezichten, en pragmatisch in onze stad aan de slag te gaan.' Choho heeft aangegeven de stad ook te zien als 'duurzame proeftuin', en heeft meermaals bij de Rijksoverheid gepleit om steden meer bevoegdheden te geven op het gebied van duurzaamheid.
Als uitwerking van de Agenda Duurzaamheid werd in 2016 meer concreet beleid vastgesteld. Op 30 maart 2016 werd het Uitvoeringsprogramma Schaalsprong Zon door de gemeenteraad aangenomen, waarmee de sprong moet worden gemaakt van 5000 huishoudens op zonne-energie in 2013 naar 80000 in 2020. Op 22 juni nam de raad een maatregelpakket aan om de luchtkwaliteit in Amsterdam te verbeteren en zoveel mogelijk uitstootvrij vervoer in Amsterdam in 2025 te krijgen. Onder de naam Amsterdam kiest voor Schone Lucht  heeft Choho afspraken gemaakt met het bedrijfsleven over minder en schoner vervoer door de stad, over het verder stimuleren van elektrisch vervoer, over verschoning van het openbaar vervoer, en over de invoer van milieuzones voor bestelwagens, taxi's, touringcars en scooters. Amsterdam is hiermee de eerste stad in Nederland die een milieuzone voor scooters en brommers invoert. Op 13 juli nam de raad het Uitvoeringsplan Afval  aan, waarmee het doel om 65% afvalscheiding in 2020 te hebben bereikt moet worden.
Ter ondersteuning van duurzame initiatieven in Amsterdam werd op 25 november 2015 een Duurzaamheidsfonds van 49,5 miljoen euro ingesteld, waar leningen kunnen worden aangevraagd. Dit is een van de eerste fondsen die ook openstaat voor projecten op het gebied van de circulaire economie.
Voor de portefeuille Groen werd op 30 september 2015 de Agenda Groen 2015-2018: Investeren in de tuin van de Amsterdammer aangenomen. Met deze Agenda wordt richting gegeven hoe 20 miljoen aan zogeheten groengelden door de stad worden verdeeld.
Op het onderdeel Openbare Ruimte stelde Choho in 2016 een Visie Openbare Ruimte, een Stedelijk Kader Buitenreclame en plannen voor een grote opknapbeurt en betere reiniging in de gehele stad voor. Bij de gemeenteraadsverkiezingen van 2018 verloor D66 6 zetels in de gemeenteraad van Amsterdam. In de nieuwe coalitie van GroenLinks, D66, PvdA en SP behoorde Choho niet tot de twee D66-wethouders die terugkeerden.

## Verkiezingsuitslagen
| Verkiezing                                  | Partij        | Kandidaatnummer | Aantal Stemmen |
| ------------------------------------------- | ------------- | --------------- | -------------- |
| Gemeenteraadsverkiezingen 2010 in Amsterdam | Democraten 66 | 13              | 448            |
| Gemeenteraadsverkiezingen 2014 in Amsterdam | Democraten 66 | 39              | 81             |